# Friedrich Engel (SS-Mitglied)

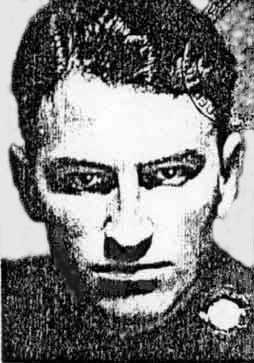
Friedrich Engel

Friedrich Wilhelm Konrad Siegfried Engel (* 3. Januar 1909 in Warnau an der Havel; † 4. Februar 2006 in Hamburg) war Befehlshaber der Sicherheitspolizei und des SD von Genua. In internationalen Medien wird er auch als Butcher of Genoa (Schlächter von Genua) bezeichnet.

## Leben

### Bis 1945
Engel besuchte das Realgymnasium in Rathenow und absolvierte nach dem Abitur 1927 eine kaufmännische Lehre bei der Firma Busch. Ab 1930 studierte er Germanistik, Philosophie, Geschichte und Leibesübungen an der Humboldt-Universität zu Berlin, ab dem Wintersemester 1931/32 für sechs Semester an der Universität Innsbruck. Dort war er nach eigener Auskunft als NS-Studentenführer aktiv. Er trat zum 20. Oktober 1932 in die NSDAP ein (Mitgliedsnummer 1.305.576) und schloss sich auch der SA an. Im Sommer 1934 promovierte Engel in Innsbruck im Fachbereich Philologie und wechselte anschließend an die Christian-Albrechts-Universität zu Kiel.
Ab 1936 war Engel Angehöriger des SD der SS (SS-Nummer 272.593) und wurde hauptamtlicher Referent für Kultur im SD-Abschnitt Nordwest in Hannover unter Joachim Mrugowsky, später wechselte er zum SD nach Hamburg.  Dort bestand er im Herbst 1939 das Referendarexamen für den höheren Schuldienst, 1941 das Staatsexamen. Zudem fungierte er ab dem Jahr 1937/38 auf Empfehlung Gustav Adolf Scheels als Bereichsführer Nord im NS-Studentenbund.
Im Mai 1940 war Engel zeitweise beim Befehlshaber der Sicherheitspolizei und des SD in Norwegen Walter Stahlecker stationiert. Ab April 1941 war er schließlich Leiter des Referats für „weltanschauliche Erziehung“ im Reichssicherheitshauptamt und Dozent an der Führerschule der Sicherheitspolizei und des SD in Bernau bei Berlin. Im weiteren Verlauf des Krieges stieg Engel bis zum Obersturmbannführer (1945) und SD-Chef von Genua auf. Als Vergeltungsmaßnahme nach einem Partisanenanschlag gegen ein Soldatenkasino in Genua, bei dem fünf oder sechs Angehörige der Wehrmacht getötet wurden, befahl Engel am 19. Mai 1944 das Massaker am Turchino-Pass, bei dem 59 Insassen des Marassi-Gefängnisses am Turchino-Pass in Ligurien erschossen wurden. Engel erteilte zudem die Befehle für die Massaker von Benedicta (vom 3. bis 11. April 1944 mit 147 Opfern), von Portofino (am 2. und 3. Dezember 1944 mit 23 Opfern) und von Cravasco (am 23. März 1945 mit 20 Opfern).
Im Januar 1945 wurde ihm das Kriegsverdienstkreuz I. Klasse mit Schwertern verliehen.

### Nachkriegszeit
Engel geriet bei Kriegsende im April 1945 in Mailand in amerikanische Gefangenschaft, wobei er den Namen Friedrich Nagel verwendete. 1947 gelang es ihm, aus dem Camp King in Oberursel zu entkommen. Im Jahr darauf war er wiederum unter dem Namen Friedrich Schottenberg als Holzfäller und Bademeister in Braunlage tätig. 1949 wurde er Prokurist bei einer Holzimportfirma in Hamburg. Auch in den folgenden Jahren blieb Engel von etwaigen Ermittlungen unbehelligt.
Auch mögliche Ermittlungen seitens Italiens wurden jahrzehntelang nicht weiter verfolgt: 1956 wurde in einem Briefwechsel zwischen Außenminister Gaetano Martino und Verteidigungsminister Paolo Emilio Taviani beschlossen, auf die Eröffnung von Prozessen gegen ehemalige Angehörige der Wehrmacht zu verzichten. Auf diese Weise wollte man mögliche Verstimmungen mit der Bundesrepublik vermeiden, da Deutschland wirtschaftlich und militärisch (im Jahr zuvor hatte es im Zuge seiner Wiederbewaffnung die Bundeswehr gegründet und war am 9. Mai der NATO beigetreten) mit Italien verbunden war.
1960 wurden auf Anordnung des damaligen Allgemeinen Militärstaatsanwaltes Enrico Santacroce zahlreiche Aktenbündel, darunter Nachweise über die Kriegsverbrechen von Engel, im Palazzo Cesi „provisorisch archiviert“. Eine Anzeige während der 1960er Jahre blieb folgenlos, da die Akten spurlos verschwunden waren. Erst 1994 wurden sie zufällig im sogenannten „Schrank der Schande“ wiederentdeckt.

### Juristische Aufarbeitung und Nachleben
Nach Auswertung der Akten wurde Engel 1999 von einem italienischen Militärgericht in Abwesenheit wegen 249-fachen Mordes zu lebenslanger Haft verurteilt. Daraufhin wurde Engel auch in Deutschland vor Gericht gestellt. Er kommentierte die Vorwürfe mit den Worten: „Ja, ich war daran beteiligt. Es tut mir leid, aber ich habe nichts zu bereuen.“ Er habe Angst gehabt, seinem Vorgesetzten zu widersprechen. Das mit dem Fall befasste Landgericht Hamburg erkannte zwar an, dass nach damaligem Kriegsvölkerrecht Geiselerschießungen mit einer Repressalquote von 1:10 als Vergeltung für tödliche Partisanenangriffe gewohnheitsrechtlich erlaubt waren. Engel habe aber die Erschießung zu grausam durchführen lassen (an einer Grube, der Nachfolgende konnte die Erschießung des Vorherigen mitanhören) und damit die sogenannte „Humanitätsschranke“ verletzt. Das Landgericht Hamburg verurteilte den 93-jährigen Engel im Juli 2002 zu sieben Jahren Haft. Wegen seines hohen Alters blieb Engel jedoch auf freiem Fuß.
Im Juni 2004 hob der Bundesgerichtshof das Urteil gegen den mittlerweile 95-jährigen Engel auf dessen Revision hin auf, weil das Mordmerkmal der Grausamkeit nicht ausreichend bewiesen sei. Zugleich stellte der 5. Strafsenat das Verfahren ein, weil das hohe Alter von Engel und der lange Zeitablauf seit dem Tatgeschehen einen erneuten Prozess nicht zulassen würden.
Engel starb im Februar 2006 in Hamburg, einen Monat nach seinem 97. Geburtstag.